# Eusebi Planas
Pour les articles homonymes, voir Planas.
Eusebi Planas, né en 1833 à Barcelone où il est mort en 1897, est un dessinateur, aquarelliste et lithographe espagnol.

## Biographie
Son père veut qu'il étudie le Droit, mais sa vocation artistique le fait s'inscrire à l'atelier d'un graveur lithographe. Il étudie ensuite à l'école de la Llotja puis dans une académie privée.
En 1849, il part étudier à Paris pour perfectionner sa technique lithographique sous les ordres d'Émile Lassalle. Il commence à travailler pour l'éditeur Goupil, d'abord avec un portrait d'Eugénie de Montijo à cheval et vêtue à l'andalouse; grâce à différents projets comme celui-ci, il obtient une certaine notoriété comme dessinateur à Paris. 
Planas, qui a été un illustrateur de livres prolifique, a cultivé l'illustration de genre érotique et pornographique, avec notamment les séries El noble arte del billar et Noble juego del Tresillo,.
En 1854, une épidémie de choléra est déclarée dans la ville, ce qui le pousse à rentrer à Barcelone.
Il commence à y éclaircir des photographies et à illustrer des romans comme Les Trois Mousquetaires ou Les Misérables. Produisant beaucoup, il devient l'un des dessinateurs et lithographes les plus importants de la deuxième moitié du XIXe siècle à Barcelone, créant le prototype de la beauté féminine de ce siècle. L'une de ses œuvres les plus emblématiques est Historia de una mujer, Academias, El Hombre, La Mujer (« L'Histoire d'une Femme, Académies, L'Homme, La Femme », 1880), une édition de luxe, reliée, avec plusieurs planches, ainsi que La Dama de las Camelias (« La Dame aux camélias »).
Il accepte de faire des dessins galants, comme celui de Las cuatro sotas et El noble juego del billar. Il dessine également des affiches et des prospectus de bal de carnaval pour différentes sociétés d'organisation de fêtes.
Avec le pseudonyme de « Felipó », il collabore à plusieurs revues, dont El cañón rayado. Son art aimable et joyeux mais très technique est très représentatif de son époque.